# Phycitinae
Phycitinae  (лат.) — подсемейство чешуекрылых насекомых из семейства огнёвок.

## Описание
10—35 мм. Передние крылья с четырьмя или тремя ветвями радиальной жилки R; R2 всегда имеется. Некоторые виды вредят запасам продуктов. В Палеарктике более 500 видов, в России около 100 видов.